# María Moya
María Paula Moya López (* 8. August 2001 in Ambato) ist eine ecuadorianische Squashspielerin.

## Karriere
María Moya spielte 2018 erstmals und seit 2022 vermehrt auf der PSA World Tour, auf der sie bislang in einem Finale stand. Ihre höchste Platzierung in der Weltrangliste erreichte sie mit Rang 132 am 20. März 2023. Ihre ersten internationalen Medaillen gewann sie 2018 bei den Südamerikaspielen in Cochabamba, als sie mit Andrea Soria im Doppel und auch in der Mannschaftskonkurrenz mit der ecuadorianischen Nationalmannschaft jeweils den dritten Platz belegte und Bronze erhielt. Bei den Südamerikaspielen 2022 in Asunción wurde sie auch im Einzel sowie nochmals mit der Mannschaft Dritte. Mit María Buenaño gelang ihr im Doppel der Einzug ins Finale, verlor dieses jedoch gegen Laura und María Tovar aus Kolumbien. Im selben Jahr vertrat Moya Ecuador bei den World Games in Birmingham, Alabama. Dort schied sie in der ersten Runde gegen Nikki Todd aus.
Moya studiert im Hauptfach Psychologie an der University of Virginia, für die sie auch im College Squash antritt.

## Erfolge
- Südamerikaspiele: 1 × Silber (Doppel 2022), 4 × Bronze (Doppel 2018, Einzel 2022, Mannschaft 2018 und 2022)